# Theomnestos
Theomnestos från Sardes, var en grekisk bildhuggare, troligen från hellenistisk tid.
Theomnestos är mest känd för en staty över en chiotisk boxare, vilken är uppställd i Olympia. Han anses också ha skapat skulpturer av jägare, beväpnade män och av offrande.